# Álex Abrines
Alejandro "Álex" Abrines Redondo, född 1 augusti 1993 i Palma de Mallorca, är en spansk basketspelare. Han blev olympisk bronsmedaljör i basket vid sommarspelen 2016 i Rio de Janeiro.